# 1000hp
1000 hp (рус. 1000 лошадиных сил) — шестой студийный альбом американской рок-группы Godsmack, был выпущен 5 августа 2014 года.

## Об альбоме
Группа приступила к работе над альбомом в ноябре 2013 года и к апрелю подготовила 15 песен, 10 из которых вошло в 1000hp. Запись проходила в столице родного штата Godsmack, Массачусетса, — Бостоне. Продюсером выступил Дейв Фортман, прежде работавший с Superjoint Ritual, Mudvayne, Otep, Slipknot и другими. Звучание стало более простым и прямолинейным, с тяготением к элементам панк-рока.
В ходе продвижения альбома была организована закрытая вечеринка для представителей СМИ, ведущими которой были основатель Godsmack Салли Эрна и соучредитель Republic Records Эйвери Липмана. Мероприятие состоялось в помещении студии Quad Recording в Нью-Йорке летом 2014 года. Также в эфире интернет-радио iHeart было показано 5 роликов, включающих закулисные съёмки и интервью музыкантов, освещающих процесс создания 1000hp.
Музыкальные критики по большей части встретили альбом положительными откликами. Грегори Хини (Allmusic) одобрил прямоту и агрессию 1000hp, отсутствие в альбоме излишеств и ненужных выкрутасов. Чад Боуэр (About.com) назвал 1000hp качественным и свежим материалом. Маура Джонстон (Boston Globe) описала звучание альбома как постное, злое и немного ностальгическое.

## Список композиций
| №   | Название              | Длительность |
| --- | --------------------- | ------------ |
| 1.  | «1000hp»              | 3:46         |
| 2.  | «FML»                 | 3:38         |
| 3.  | «Something Different» | 4:42         |
| 4.  | «What's Next?»        | 4:21         |
| 5.  | «Generation Day»      | 6:12         |
| 6.  | «Locked & Loaded»     | 4:13         |
| 7.  | «Living in the Gray»  | 4:07         |
| 8.  | «I Don't Belong»      | 3:34         |
| 9.  | «Nothing Comes Easy»  | 5:39         |
| 10. | «Turning to Stone»    | 5:16         |

| №   | Название        | Длительность |
| --- | --------------- | ------------ |
| 11. | «Life Is Good!» | 4:05         |